# 道の駅旭志
道の駅旭志（みちのえき きょくし）は、熊本県菊池市にある国道325号の道の駅である。

## 歴史
- 1993年（平成5年）4月22日 - 道の駅として登録。

## 施設
- 駐車場
  - 普通車：168台
  - 大型車：9台
  - 身障者用：2台
- トイレ
  - 男：大 3器（1器）、小 8器（2器）
  - 女：7器（2器）
  - 身障者用：2器（1器）

※（）内は、24時間利用可能
- 公衆電話
- 公衆FAX
- レストラン食彩館（11:00 - 21:00）
- 売店物産館（9:00 - 18:00）
- 情報コーナー（トイレ、物産館横）

## 道路
- 国道325号（国道443号重複）